# プログレスM-21M
プログレスM-21Mはロシア連邦宇宙局が2013年に国際宇宙ステーション(ISS)の補給のために打ち上げたプログレス補給船。NASAやJAXAではプログレス53、53Pなどとも呼ばれる。

## 運用
プログレスM-21Mは2013年11月25日20時53分6秒(UTC)にカザフスタンのバイコヌール宇宙基地からソユーズ-Uで打ち上げられた。
2013年11月28日のISSへの近接の際クルス-NAドッキングシステムが試験された。プログレスM-21Mは2013年11月29日22時30分20秒(UTC)にISSのズヴェズダにドッキングした。
2014年2月13日、M-21MはISSの軌道を「ほぼ10分程度」のエンジン噴射で「2kmほど」上昇させる軌道変更に利用された。
クルス-NAの2013年11月の最終試験中の問題のため、2014年4月に再度クルス-NAの試験が行われ、2日間の自由飛行を経て、ドッキングに成功した。M-21Mは2014年4月23日8時58分にズヴェズダからドッキングを解除し、2日後の4月25日12時13分(UTC)に同じドッキングポートに誘導されて戻り、再度ドッキングした。
プログレスM-21Mはその後2014年6月9日13時29分(UTC)にISSからドッキングを解除し、同日の17時23分に軌道から離脱し、地球に再突入した。

## 搭載貨物
プログレスM-21Mは燃料、水、補修機材、科学実験用品、食料、クルーの個人用品など2.5t近い貨物を輸送した。輸送用品の合計重量は2398kgであった。

## 関連画像

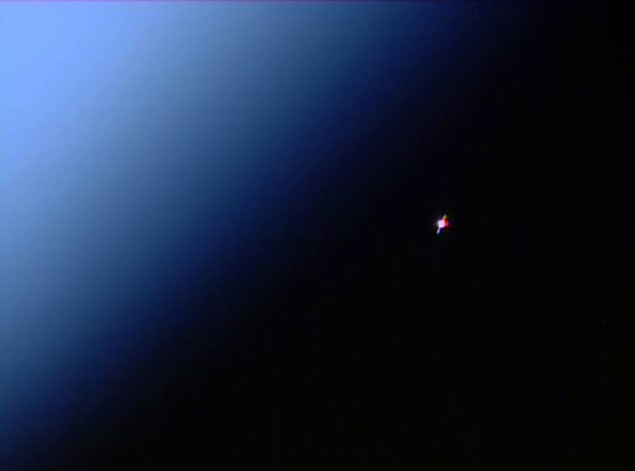
クルス-NA試験の映像
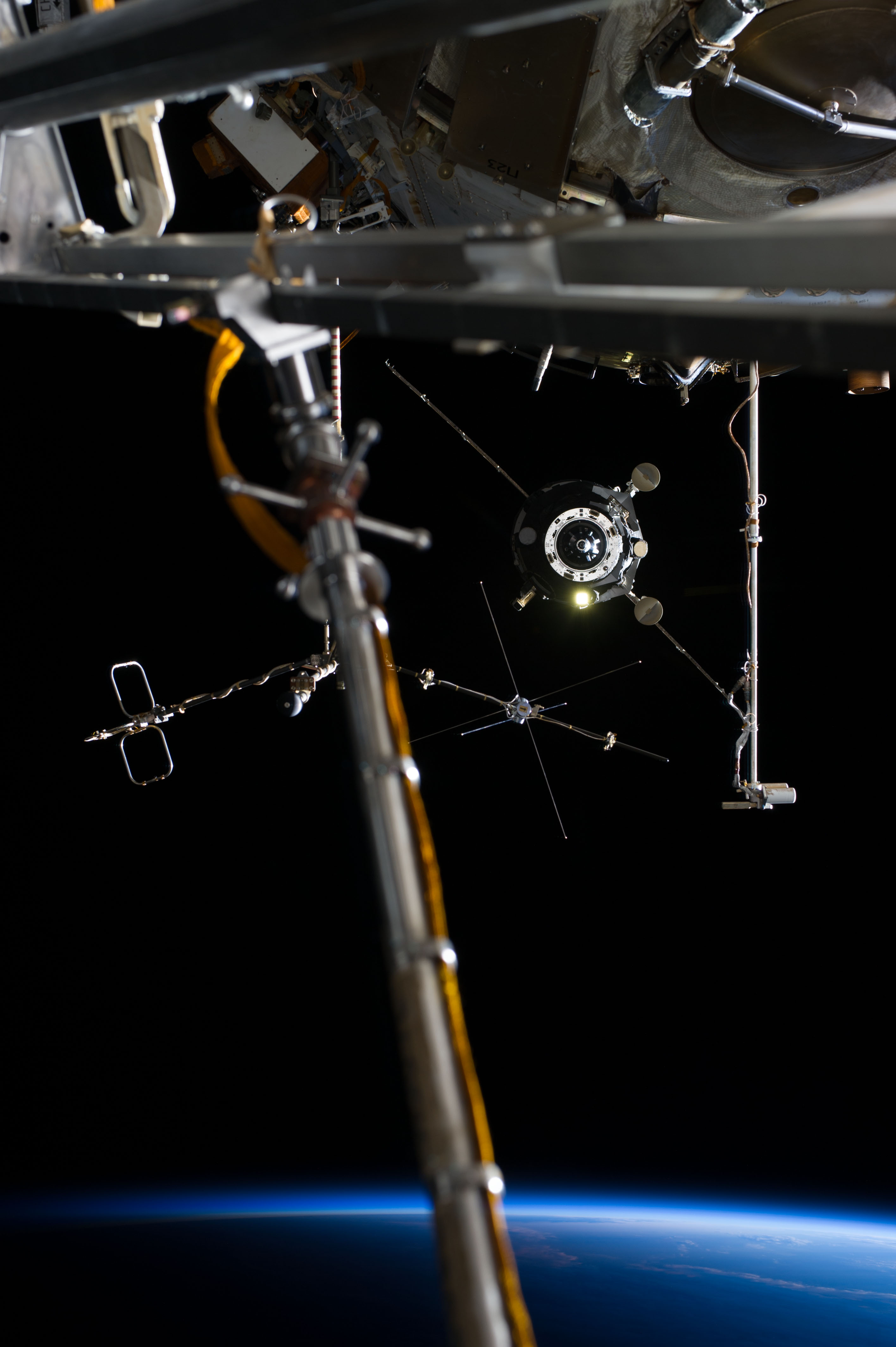
最終ドッキング解除後

## 註
1. 1 2  Progress M-21M launched to ISS
2. ↑  Progress M-21M tested docking system
3. ↑  <Progress M-21M docked with the ISS in the manual regime
4. ↑  Russian Progress Spacecraft Boosts ISS Orbit, space-travel.com, 18 March 2014, accessed 19 March 2014
5. ↑  “Russian Space Freighter Completes Tests, Redocks to Zvezda”.   NASA. 2014年7月16日閲覧。